# 레프티 그로브
로버트 모지스 "레프티" 그로브(Robert Moses "Lefty" Grove, 1900년 3월 6일 ~ 1975년 5월 22일)는 미국의 전 프로 야구 선수로, 포지션은 좌완 투수였다. 메이저 리그 베이스볼(MLB) 17시즌 동안 필라델피아 애슬레틱스와 보스턴 레드삭스에서 뛰었다. 통산 기록은 616 경기(457 선발)에서 3940.2이닝을 던져 300승(267선발승)(보스턴에서는 통산 100선발승으로 마감) 141패, 평균자책점 3.06, 226탈삼진이다. 1947년 미국 야구 명예의 전당에 입성했으며 1931년 27선발승으로 1900년 이후 역대  메이저리그 단일시즌 좌완 최다 선발승 기록을 세웠지만 이 기록은 1966년 샌디 쿠팩스 1972년 스티브 칼턴에 의해 타이 기록이 됐다.